# Saif Al-Ramahi
Saif Taher Habib Al-Ramahi (2 de junio de 1997) es un deportista iraquí que compite en taekwondo. Ganó una medalla de bronce en los Juegos Asiáticos de 2022, en la categoría de –80 kg.

## Palmarés internacional
| Juegos Asiáticos | Juegos Asiáticos | Juegos Asiáticos  | Juegos Asiáticos |
| Año              | Lugar            | Medalla           | Categoría        |
| ---------------- | ---------------- | ----------------- | ---------------- |
| 2022             | Hangzhou (China) | Medalla de bronce | –80 kg           |